# Инганский кичуа
Инганский кичуа (Inga Kichwa, Inka Kichwa) — диалект языка кичуа. У инганского кичуа есть 2 разновидности: горный (Highland Inga, Inga), на котором говорят в городе Богота (некоторые в региональных центрах); в городе Апонте департамента Нариньо; в городах Колон и Сан-Андрес ареала Сантьяго долины Сибундой, и амазонский или лесной (Ingano, Jungle Inga, Lowland Inga, Mocoa), на котором говорят на территории рек Путумайо и Верхняя Какета в Колумбии. Также имеются апонтенский, гуаюякский, сан-андресский, сантьягский, юнгильо-кондагуанский поддиалекты.